# Álex Catalán
Alejandro Catalán, AEC, (El Pobo de Dueñas, 1968) és un director de fotografia espanyol, guanyador d'un premi goya a la millor fotografia en 2014, per la pel·lícula La isla mínima.

## Biografia
Un dels seus primers contactes amb el sector audiovisual va ser a mitjan vuitanta quan la seva germana, foquista de professió, li va donar l'oportunitat de treballar com a auxiliar de càmera en el rodatge d'un anunci de l'ONCE a la Puerta del Sol de Madrid, on va descobrir la intensitat d'un rodatge professional.
Inici la seva activitat laboral com a cambra i il·luminador de TVE en Sevilla, on va treballar 12 anys. Va assistir a escoles de Madrid, Londres, Los Angeles i Cuba. La seva relació i interès en el món del cinema va anar creixent, compartint els seus inicis amb el director Alberto Rodríguez, amb el qual ha continuat treballant des de llavors. Ha estat director de fotografia en més de 20 llargmetratges. En 2014 ha rebut el Premi del Jurat del Festival de Sant Sebastià per "La isla mínima" i, el 2015, el Goya a la Millor Direcció de Fotografia per la mateixa pel·lícula, on destaca l'atmosfera creada al voltant de l'escenari dels Marismas del Guadalquivir.

## Premis
Premis Goya
| Any  | Categoria         | Pel·lícula                     | Resultat  |
| ---- | ----------------- | ------------------------------ | --------- |
| 2019 | Millor fotografia | Yuli                           | Nominat   |
| 2018 | Millor fotografia | Loving Pablo                   | Nominat   |
| 2016 | Millor fotografia | 1898: Los últimos de Filipinas | Nominat   |
| 2014 | Millor fotografia | La isla mínima                 | Guanyador |
| 2013 | Millor fotografia | Grupo 7                        | Nominat   |
| 2010 | Millor fotografia | After                          | Nominat   |

- 5 Premis Teo Escamilla a la millor contribució tècnic-artística en el 2001, 2010, 2011, 2014 i 2015 atorgats per l'Associació d'Escriptors Cinematogràfics d'Andalusia.
- Premi a la Millor Fotografia pel llargmetratge “Camí” en la 24 Edició del Festival Internacional de Cinema de Guadalajara, Mèxic.
- 2 Medalles CEC 2011 i 2015 del Cercle d'Escriptors Cinematogràfics a la Millor Fotografia pels llargmetratges También la Lluvia i La Isla Mínima.
- Esment Especial del Jurat a la Fotografia en el Festival de Tribeca, Nova York, pel llargmetratge “Grupo 7”.
- Premi del Jurat del 62è Festival de Sant Sebastià a la Millor Fotografia per "La Isla Mínima".

- Platino a la millor direcció de fotografia el 2015 per La isla mínima.

## Filmografia
- 2022 Modelo 77
- 2019 Mientras dure la guerra
- 2018 Yuli
- 2017 Loving Pablo
- 2016 1898: Los últimos de Filipinas
- 2016 El hombre de las mil caras
- 2015 Un día perfecto
- 2014 La isla mínima
- 2014 Anochece en la India
- 2013 ¿Quién mató a Bambi?
- 2013 No tiene gracia (curt)
- 2012 Grupo 7
- 2011 La voz dormida
- 2011 No tengas miedo
- 2011 Tres (curt)
- 2010 También la lluvia
- 2010 Habitación en Roma
- 2009 After
- 2009 Desátate (TV)
- 2009 La sirena y el buzo (Documental)
- 2008 Bajo el mismo cielo (TV)
- 2008 Camino
- 2007 Dame veneno (Documental)
- 2006 Cabeza de perro
- 2006 Cielo sin ángeles (curt)
- 2006 Tocata y fuga (curt)
- 2005 7 vírgenes
- 2004 Necesidades (curt)
- 2004 Atún y chocolate
- 2004 Mirados (curt)
- 2003 Nieves (curt)
- 2003 Queda demostrado (curt)
- 2003 Ulises (curt)
- 2003 Astronautas
- 2003 Underground, la ciudad del Arco Iris (Documental)
- 2003 La nariz de Cleopatra (curt)
- 2003 Eres mi héroe
- 2002 Asalto informático (TV)
- 2002 Mayte y las nubes (curt)
- 2002 Por dónde rayos sale el sol (curt)
- 2002 El traje
- 2002 María la Portuguesa (TV)
- 2001 Muerte y resurrección (curt)
- 2001 Diminutos del calvario (curt)
- 2000 Invasión Travesti
- 2000 Los Almendros - Plaza nueva - (curt)
- 2000 El congreso (curt)
- 2000 Bancos (curt)